# Ioan Pătrașcu
Ioan Pătrașcu (n. 8 noiembrie 1861 - d. ?) a fost unul dintre generalii Armatei României din Primul Război Mondial. 
A îndeplinit funcția de comandant al Diviziei 8 Infanterie în campaniile anilor 1916 și 1917.

## Cariera militară
După absolvirea școlii militare de ofițeri cu gradul de sublocotenent, Ioan Pătrașcu a ocupat diferite poziții în cadrul unităților de infanterie sau în eșaloanele superioare ale armatei, cele mai importante fiind cele de comandant al Regimentului 7 Racova no. 25, comandant al Regimentului 20 Infanterie și comandant al Comandamentului 4 Teritorial.
În perioada Primului Război Mondial, a îndeplinit funcția de: comandant al Diviziei 8 Infanterie, în perioada 15 august 1916 - 3 februarie 1918, cu o scurtă întrerupere între 23 decembrie 1916 - 21 ianuarie 1917 când a asigurat comanda Corpului 1 Armată. După 3 februarie 1918 a mai comandat Corpul 4 Armată și Corpul 5 Armată.

## Decorații
- Ordinul „Steaua României”, în grad de ofițer (1911)
- Ordinul „Coroana României”, în grad de comandor (1908)[1]:430